# Barbaren-Dave
Barbaren-Dave ist eine US-amerikanische Zeichentrickserie aus dem Jahr 2004 der Walt Disney Company. Insgesamt wurden 21 Episoden produziert und ausgestrahlt.

## Handlung
Barbaren-Dave lebt mit seiner Familie im fiktiven mittelalterlichen Land Udrogoth. Seine Eltern, das Königspaar Throktar und Glimia, sind auf ständiger Weltreise, um das Böse zu bekämpfen, während Oswitch derweil ein Auge auf die Kinder haben soll. Durch eine Kristallkugel stehen sie aber mit ihrer Heimat in Kontakt. Ihrer ältesten Tochter, Prinzessin Candy, haben sie daher für die Zeit ihrer Abwesenheit die Regierung des Reiches aufgetragen, obwohl diese als junge Frau andere Interessen hat und die Herrschaft zwar als Last, aber auch als Privileg ansieht.
Das Land Udrogoth wird jedoch regelmäßig von allerlei Schurken und Halunken heimgesucht. Zu den wiederkehrenden Schelmen zählen etwa „der dunkle Herrscher Chuckles, das alberne Schweinchen“, ein kleiner Schweinelord, der es auf die Herrschaft über Udrogoth abgesehen hat, sowie die schöne „Prinzessin Irmoplotz“, eine schizophrene, jedoch überwiegend böse Prinzessin, die auf Rache sinnt.
Dave, der Sohn des Königs, ist zwar ein starker Hüne, dummerweise jedoch von sanftmütiger, ängstlicher und naiver Geistesart, weswegen ihn seine Familie immer regelrecht dazu drängen muss, seine Aufgabe als Verteidiger von Udrogoth wahrzunehmen. Die jüngste der drei Geschwister, und mit Abstand die wildeste und „barbarischste“, ist Fang. Daher und aufgrund ihrer aggressiven und aufbrausenden Art wird sie oft für ein Äffchen gehalten, was sie immer regelrecht auf die Palme bringt.
Eine wichtige Rolle nimmt in der Serie der Erzähler ein, der die Serie mit seinen spöttischen Kommentaren führt und die gesamte Handlung leitet. Er, der nie als physische Person in Erscheinung tritt, spricht sowohl zu den Zuschauern als auch zu den Charakteren der Serie. Aufgrund seiner Vormachtstellung wurde er in einer Folge von Chuckles gefangen und in seiner Haft zu bestimmten Kommentaren, im Sinne von Chuckles, gezwungen, bis er von Dave befreit wurde.

## Charaktere

### Hauptcharaktere
- Barbaren-Dave: Dave ist zwar groß, stark und muskulös, doch ist er schüchtern, naiv und etwas einfältig. Er vertreibt sich die Zeit lieber mit "unmännlichen" Beschäftigungen wie Origami, Stricken, Putzen oder Lesen und liebt Pudding, Rosen und Kätzchen. Daher hat seine Schwester Fang ständig Probleme damit, ihn zum Kämpfen zu überreden. Er wurde nur Barbar, weil er dachte, das wäre ein Bibliothekar (librarian), der auch Haare schneidet (barber). Da dieses Wortspiel in der deutschen Übersetzung nicht möglich war, behauptet Dave hier, er wäre nur Barbar geworden, weil er dachte, dies wäre der Freund von Barbie.

- Fang: Fang ist Daves kleine Schwester, die einen Knochen im Haar trägt. Sie ist sehr aufbrausend und kampfeslustig. Häufig wird sie aufgrund ihrer aggressiven Art und ihres Aussehens mit einem Äffchen verwechselt, was sie mit dem wütenden Schrei "Ich bin kein Äffchen!" (im Original: Not a monkey!) erwidert. Am liebsten wäre Fang eine Kämpferin und so groß und stark wie Dave, da sie es auch aufgrund ihrer geringen Größe nicht mal mit einer Amöbe aufnehmen kann (Amöbenwrestling). Sie ist jedoch ungeschlagen im Käferzerquetschen.

- Candy: Candy ist wie die meisten Prinzessinnen im Märchen äußerst zickig und eingebildet. Das eigene Aussehen ist ihr fast noch wichtiger als die Familie. Sie ist die "heimliche Anführerin" der Sippe. Zuweilen gerät sie wegen ihres Kaufrausches in Gefahr. Ihre besten Freundinnen sind Kunigunde und Binky.

- Onkel Oswitch: Onkel Oswitch ist ein langbärtiger, sehr einfältiger Zauberer. Seine Zaubertricks gehen fast immer schief, gelingen aber manchmal, wenn er gegen Böse kämpft. Er hat eigentlich keinen Abschluss an einer Zaubererschule, sondern nur an einer als Koch gearbeitet, was er jedoch immer verheimlicht hat.

- Lula: Sie ist ein 20.000 Jahre altes Zauberschwert mit einem sehr losen Mundwerk. Ihre Lieblingsbeschäftigung ist es, sarkastische Bemerkungen zu machen. Sie ist an sich sehr aggressiv und blutrünstig, weshalb sie bei ihrem aktuellen Besitzer Dave in dieser Hinsicht nicht glücklich wird. Oft findet sie für Daves fehlende Tapferkeit witzige Vergleiche (z. B.: "Du bist so zäh wie ein Haufen Kätzchen"). Ihr Vorbesitzer entledigte sich ihr aufgrund eines anderen sprechenden Schwertes. Sie ist mit vielen anderen bekannten Waffen verwandt. So ist ihre Schwester Molly, Mjölnir, der Hammer von Thor und ihre Cousine der Dreizack von Poseidon.

- Faffy: Das Haustier ist ein recht "ungehobelter" und dummer kleiner Drache. Er greift oft aus Versehen Dave an, anstatt den Gegner. Er speit Blitze und wird von der Händlerin Brunhilde einmal als "dümmliche, fliegende Kartoffel" beschrieben. Sein Name ist eine Anspielung auf Fafnir.

- Throktar und Glimia: Sie sind die Eltern von Dave, Fang und Candy, sowie Schwägerin und Bruder von Onkel Oswitch. Sie sind die Herrscher von Udrogoth und selbst in den Kampf Gut gegen Böse verwickelt und auf Reisen, weswegen sie die Regierungsaufgaben auf Candy übertragen haben.

- Twinkle: Das magische Pferd ist ein stets philosophierender und melancholischer Pegasus, dessen Flügel allerdings verkrüppelt sind. Er hat viele schreckliche Träume, auf deren Schilderung Candy erwidert, sie müsse ihn unbedingt öfter aus dem Stall holen.

### Nebencharaktere
- Kunigunde und Binky: Die besten Freunde von Candy. Sie sprechen gerne mit Candy über Mode und sind nicht gerade klug.

- Brunhilde: Eine Händlerin in Udrogoth, die oft in der Serie zu sehen ist. Sie interessiert sich für Geld und dreht den Kunden auf ihren verschiedenen Arten und Weisen ihre Ware an.

- Die Königin der Maulwürfe: Sie herrscht über die Maulwürfe in Udrogoth. Man weiß nicht, ob sie zu den Guten oder zu den Bösewichten in Udrogoth gehört, denn in Episode 7 trat sie als Bösewichtin auf, in Episode 10 als eine der Guten.

### Bösewichte
- Der dunkle Herrscher Chuckles, das alberne Schweinchen: Er nennt sich selbst "Der dunkle Schweinelord". Er ist der Hauptgegner der Barbaren und ein Meister im Ausdenken böser Pläne, aber er ist ein recht kleines anthropomorphes Schwein, weswegen er nicht besonders ernst genommen wird, wozu auch seine unausgereiften Pläne beitragen. In seinem Besitz befindet sich das Mystische Amulett von Keilerschweineber. Zur Ratsuche verwendet er eine Art Zauberspiegel. Sein böses Lachen wird in Fachkreisen böser Verrückter als "eines der Besten" bezeichnet.

- Prinzessin Irmoplotz: Sie ist eine attraktive, verführerische und bitterböse Prinzessin. Irmoplotz ist zur väterlichen Hälfte gut. Mehr ist von ihrem Vater nicht bekannt und er erscheint auch nie. Sie versucht mehrmals Dave auf die böse Seite zu ziehen. Sie ist die Tochter von Kaiserin Zathura, einer noch mächtigeren, aber nicht ganz so bösen Herrscherin. Irmoplotz war einmal mit Dave zusammen, aber ihre Gut-Böse-Unterschiede konnte sie nicht überwinden, weswegen Dave die Beziehung beendete. Nun sinnt sie auf Rache ("Niemand macht mit einer bösen Prinzessin Schluss!").

- Qwazmir: Er ist ein riesiges Monster mit einem Schlangenkörper, der sehr gerne Städte und Landschaften zerstört. Seine Schwäche ist, dass er ein Muttersöhnchen ist und glänzende Dinge liebt. Oft verliert Qwazmir bei seinen ausschweifenden Reden den Faden und führt den Satz dann abrupt und konfus zu Ende ("Wer mir nicht gehorcht, soll... Zirkustiere trainieren!"). Sein spärliches Haar kämmt er von der einen Kopfseite immer über seine Glatze.

- Ned Frishman: Er ist ein Zeitreisender aus der Zukunft, Jahr 1994. In seiner Zeit fristete er unzufrieden ein ödes Leben als Reißverschlussannäher, bis er durch einen verzauberten Reißverschluss Udrogoth entdeckt. Er wollte in einer Folge die Zeit umändern und sich zum Weltherrscher erheben, indem er Handheld-Spielkonsolen verbreitete (Game Guys in Anlehnung an den Game Boy), um die Barbaren davon süchtig und somit von ihm abhängig zu machen. In einer weiteren Folge versucht er abermals, die Herrschaft zu erringen durch alte Witze, die den Barbaren jedoch völlig neu sind und sie ihn lieben, bis er sich irgendwann nur noch wiederholt.

- Malsquando: Der Zauberer Malsquando ist der ärgste Widersacher von Oswitch. Er ist sehr gefährlich, da er die Zauberei sehr genau gelernt hat und im Gegensatz zu Oswitch gut beherrscht. Für diesen hat er aufgrund seines Scheiterns als Zauberer immer Spott übrig.

## Synchronisation
| Figur     | Originalsprecher                                | Deutscher Sprecher     |
| --------- | ----------------------------------------------- | ---------------------- |
| Dave      | Danny Cooksey Kevin Michael Richardson (Gesang) | Norman Matt            |
| Fang      | Tress MacNeille                                 | Bianca Krahl           |
| Candy     | Erica Luttrell                                  | Dorette Hugo           |
| Oswich    | Kevin Michael Richardson                        | Hans-Werner Bussinger  |
| Lula      | Estelle Harris                                  | Philine Peters-Arnolds |
| Faffy     | Frank Welker                                    |                        |
| Twinkle   | Jeff Bennett                                    | Norbert Gescher        |
| Chuckles  | Paul Rugg                                       | Detlef Bierstedt       |
| Irmoplotz | Melissa Rivers                                  |                        |
| Throckar  | Kevin Michael Richardson                        | Jürgen Kluckert        |
| Glimia    | Erica Luttrell                                  | Liane Rudolph          |
| Erzähler  | Jeff Bennett                                    | Norbert Langer         |

## Episodenliste
| Nummer (gesamt) | Nummer (gesamt) | Nummer (Staffel) | Nummer (Staffel) | Deutscher Titel                     | Erstausstrahlung (Deutschland) | Originaltitel                     | Erstausstrahlung (USA) |
| --------------- | --------------- | ---------------- | ---------------- | ----------------------------------- | ------------------------------ | --------------------------------- | ---------------------- |
| 1               | a               | 1                | a                | Der Geist des Stumpfes              | 10. September 2004             | The Maddening Sprite of the Stump | 23. Januar 2004        |
| 1               | b               | 1                | b                | Psycho-Gespräche                    | 10. September 2004             | Shrink Rap                        | 23. Januar 2004        |
| 2               | a               | 2                | a                | Ein Feind für Faffy                 | 3. September 2004              | Pet Threat                        | 23. Januar 2004        |
| 2               | b               | 2                | b                | Lulas erstes Mal                    | 3. September 2004              | Lula's First Barbarian            | 23. Januar 2004        |
| 3               | a               | 3                | a                | Daves böse Liebe                    | 15. September 2004             | Girlfriend                        | 23. Januar 2004        |
| 3               | b               | 3                | b                | Ned Frischman: Der Mann von Morgen  | 15. September 2004             | Ned Frischman: Man of Tomorrow    | 23. Januar 2004        |
| 4               | a               | 4                | a                | Candys Stärke                       | 13. September 2004             | Beef!                             | 23. Januar 2004        |
| 4               | b               | 4                | b                | Das Plünderungsritual               | 13. September 2004             | Rite of Pillage                   | 23. Januar 2004        |
| 5               | a               | 5                | a                | König für einen Tag oder zwei       | 7. September 2004              | King for a Day or Two             | 23. Januar 2004        |
| 5               | b               | 5                | b                | Gute Schlacht, Freunde              | 7. September 2004              | Slay What?                        | 23. Januar 2004        |
| 6               | a               | 6                | a                | Nicht gesellschaftsfähig            | 6. September 2004              | Civilization                      | 30. Januar 2004        |
| 6               | b               | 6                | b                | Der doppelte Dave                   | 6. September 2004              | The Terror of Mecha-Dave          | 30. Januar 2004        |
| 7               | a               | 7                | a                | Ein Held der anderen Art            | 1. September 2004              | The Way of the Dave               | 6. Februar 2004        |
| 7               | b               | 7                | b                | Die Schöne und der Pickel           | 1. September 2004              | Beauty and the Zit                | 6. Februar 2004        |
| 8               | a               | 8                | a                | Die Band                            | 14. September 2004             | Band                              | 13. Februar 2004       |
| 8               | b               | 8                | b                | Shopping-Mania                      | 14. September 2004             | Web                               | 13. Februar 2004       |
| 9               | a               | 9                | a                | Kuchenzauber                        | 2. September 2004              | Sorcerer Material                 | 20. Februar 2004       |
| 9               | b               | 9                | b                | Ordnung ist das ganze Leben         | 2. September 2004              | Sweep Dreams                      | 20. Februar 2004       |
| 10              | a               | 10               | a                | Die Waffen einer gebräunten Frau    | 8. September 2004              | Here There Be Dragons             | 27. Februar 2004       |
| 10              | b               | 10               | b                | Streit nach Noten                   | 8. September 2004              | Pipe Down!                        | 27. Februar 2004       |
| 11              | a               | 11               | a                | Schnickschnack für den Frieden      | 9. September 2004              | Termites of Endearment            | 19. März 2004          |
| 11              | b               | 11               | b                | Thor, die Niete                     | 9. September 2004              | Thor, Loser                       | 19. März 2004          |
| 12              | a               | 12               | a                | Königliche Last                     | 16. September 2004             | The Princess and the Peabrains    | 26. März 2004          |
| 12              | b               | 12               | b                | Kartoffel-Soldat                    | 16. September 2004             | Horders & Sorcery                 | 26. März 2004          |
| 13              | a               | 13               | a                | Haare, die der Mensch nicht braucht | 20. September 2004             | The Brutish Are Coming            | 30. April 2004         |
| 13              | b               | 13               | b                | Unsichtbare Geister                 | 20. September 2004             | The Lost Race of Reeber           | 30. April 2004         |
| 14              | a               | 14               | a                | Geist gesucht                       | 17. September 2004             | That Darn Ghost!                  | 2. Oktober 2004        |
| 14              | b               | 14               | b                | Die Wer-Kuh                         | 17. September 2004             | The Cow Says Moon                 | 2. Oktober 2004        |
| 15              | a               | 15               | a                | Die Nacht der lebenden Stofftiere   | 22. September 2004             | Night of the Living Plush         | 27. Dezember 2004      |
| 15              | b               | 15               | b                | Ich liebe Neddy                     | 22. September 2004             | I Love Neddy                      | 27. Dezember 2004      |
| 16              | a               | 16               | a                | Die Kampf-Rassel                    | 24. September 2004             | Shake, Rattle & Roll Over         | 28. Dezember 2004      |
| 16              | b               | 16               | b                | Die bösen Speisen                   | 24. September 2004             | Bad Food                          | 28. Dezember 2004      |
| 17              | a               | 17               | a                | Maskenfest                          | 27. September 2004             | Red Sweater Of Courage            | 29. Dezember 2004      |
| 17              | b               | 17               | b                | Liebling der Riesen                 | 27. September 2004             | Dog Of Titans                     | 29. Dezember 2004      |
| 18              | a               | 18               | a                | Qualverwandtschaft                  | 29. September 2004             | Fiends & Family                   | 30. Dezember 2004      |
| 18              | b               | 18               | b                | Plünderball                         | 29. September 2004             | Plunderball                       | 30. Dezember 2004      |
| 19              | 19              | 19               | 19               | Ein begabtes Schwein                | 28. September 2004             | A Pig's Story                     | 17. Januar 2005        |
| 20              | a               | 20               | a                | Die Hose des Bösen                  | 21. September 2004             | Lederhosen of Doom                | 21. Januar 2005        |
| 20              | b               | 20               | b                | Lasst Blumen sprechen               | 21. September 2004             | Floral Derangement                | 21. Januar 2005        |
| 21              | a               | 21               | a                | Der Nies-Kobold                     | 23. September 2004             | Not a Monkey                      | 22. Januar 2005        |
| 21              | b               | 21               | b                | Rosarote Brille                     | 23. September 2004             | Happy Glasses                     | 22. Januar 2005        |